# Sulawesispecht
De sulawesispecht (Mulleripicus fulvus) is een vogelsoort uit de familie van de Picidae (spechtvogels).

## Verspreiding en leefgebied
Deze soort is endemisch op het Indonesische eiland Sulawesi en telt twee ondersoorten:
- M. f. fulvus: noordelijk Sulawesi en de Togian-eilanden.
- M. f. wallacei: centraal, oostelijk en zuidelijk Sulawesi.

## Status
De grootte van de populatie is niet gekwantificeerd maar de soort wordt omschreven als niet ongewoon. Op de Rode lijst van de IUCN heeft deze soort de status niet bedreigd.